# Artemizinski aldehid Delta11(13)-reduktaza
Artemizinski aldehid Delta11(13)-reduktaza (EC 1.3.1.92, Dbr2) je enzim sa sistematskim imenom artemizinski aldehid:NADP+ oksidoreduktaza. Ovaj enzim katalizuje sledeću hemijsku reakciju
(11)-dihidroartemizinski aldehid + + {\displaystyle \rightleftharpoons } artemizinski aldehid + +
Ovaj enzim je kloniran iz Artemisia annua. Osim redukcije artemizinskog aldehida, on takođe ima sposobnost da u manjoj meri redukuje artemizinski alkohol i artemizinsku kiselinu.

## Literatura
- Nicholas C. Price; Lewis Stevens (1999). Fundamentals of Enzymology: The Cell and Molecular Biology of Catalytic Proteins (Third изд.). USA: Oxford University Press. ISBN 019850229X.
- Eric J. Toone (2006). Advances in Enzymology and Related Areas of Molecular Biology, Protein Evolution (Volume 75 изд.). Wiley-Interscience. ISBN 0471205036.
- Branden C; Tooze J. Introduction to Protein Structure. New York, NY: Garland Publishing. ISBN 0-8153-2305-0.
- Irwin H. Segel. Enzyme Kinetics: Behavior and Analysis of Rapid Equilibrium and Steady-State Enzyme Systems (Book 44 изд.). Wiley Classics Library. ISBN 0471303097.
- William P. Jencks (1987). Catalysis in Chemistry and Enzymology. Dover Publications. ISBN 0486654605.

## Spoljašnje veze
- Artemisinic+aldehyde+Delta11(13)-reductase на 